# Pachytriton
Pachytriton är ett släkte av groddjur som ingår i familjen salamandrar.
Dessa salamandrar förekommer i Sydostasien.
Arter enligt Catalogue of Life:
- Pachytriton archospotus
- Pachytriton brevipes
- Pachytriton labiatus

Amphibian Species of the World listar ytterligare 7 arter:
- Pachytriton changi
- Pachytriton feii
- Pachytriton granulosus
- Pachytriton inexpectatus
- Pachytriton moi
- Pachytriton wuguanfui
- Pachytriton xanthospilos

Pachytriton labiatus flyttades istället till Paramesotriton.